# 格季島
格季島是俄羅斯的島嶼，屬於法蘭士約瑟夫地群島的一部分，位於拉隆西耶爾島和維爾切克島之間，由阿爾漢格爾斯克州負責管轄，最高點海拔高度25米。